# مون جی یون
مون جی یون (کره‌ای: 문지윤؛ ۱۸ فوریه ۱۹۸۴ – ۱۸ مارس ۲۰۲۰) بازیگر و مدل اهل کره جنوبی بود. او به خاطر ایفای نقش در مجموعه‌های تلویزیونی پنیر در تله (۲۰۱۶)، پری وزنه‌برداری کیم بوک‌جو (۲۰۱۶) و فیلم‌های بی‌رحم (۲۰۱۷) و پنیر در تله (۲۰۱۸) شناخته می‌شود.